# 轻松筹
轻松筹（英文名：QFund），是中国大陆的一家众筹服务商。该网站允许用户通过在其平台发布筹款项目，来获得网友的捐赠。项目发起者可以将发布的项目分享至微信、微博等社交网络，从而获得更多的关注和支持；而捐款者则可以通过微信支付、支付宝来对项目发起人进行捐款。该网站成立于2014年9月，在成立之后迅速发展，获得多轮投资。截止2018年7月，轻松筹共有5.5亿注册用户。

## 历史
- 2014年9月，北京轻松筹网络科技有限公司在中国北京成立。
- 2014年11月，轻松筹获得IDG资本1200万A轮投资。[5]
- 2015年3月，轻松筹获得唯品会联合创始人吴彬和同道资本的A+投资。
- 2015年9月，轻松筹注册用户突破100万。
- 2016年1月，轻松筹获得IDG资本、德同资本的B轮投资。
- 2016年5月，轻松筹完成近2000万美元B+轮融资，本轮融资由腾讯、IDG资本、德同资本、同道资本共同投资，估值3.4亿美元。[4]
- 2016年9月，轻松筹旗下“轻松公益”平台成为中华人民共和国民政部指定的慈善组织网络公开募捐平台。[6]
- 2016年10月，轻松筹注册用户突破1亿。
- 2017年4月，轻松筹获得2800万美元C轮融资。[7]
- 2017年6月，基于区块链的公益公有链联盟“阳光链”上线。[8]
- 2017年7月，轻松筹跻身CB Insights2017年全球金融科技250强，中国仅28家上榜。[9]

## 融资情况
下表记录了轻松筹已经公开披露的融资情况：
| 融资轮次 | 时间       | 融资金额   | 投资机构                                           | 备注   |
| -------- | ---------- | ---------- | -------------------------------------------------- | ------ |
| A        | 2014年11月 | 1200万美元 | IDG资本                                            | [ 5 ]  |
| B        | 2016年1月  | 1500万美元 | 腾讯、IDG资本、德同资本                            | [ 10 ] |
| B+       | 2016年6月  | 2000万美元 | 腾讯、IDG资本、德同资本、同道资本                  | [ 4 ]  |
| C        | 2017年4月  | 2800万美元 | IDG旗下成长基金、腾讯、IDG资本、德同资本、同道资本 | [ 7 ]  |

## 技术研究

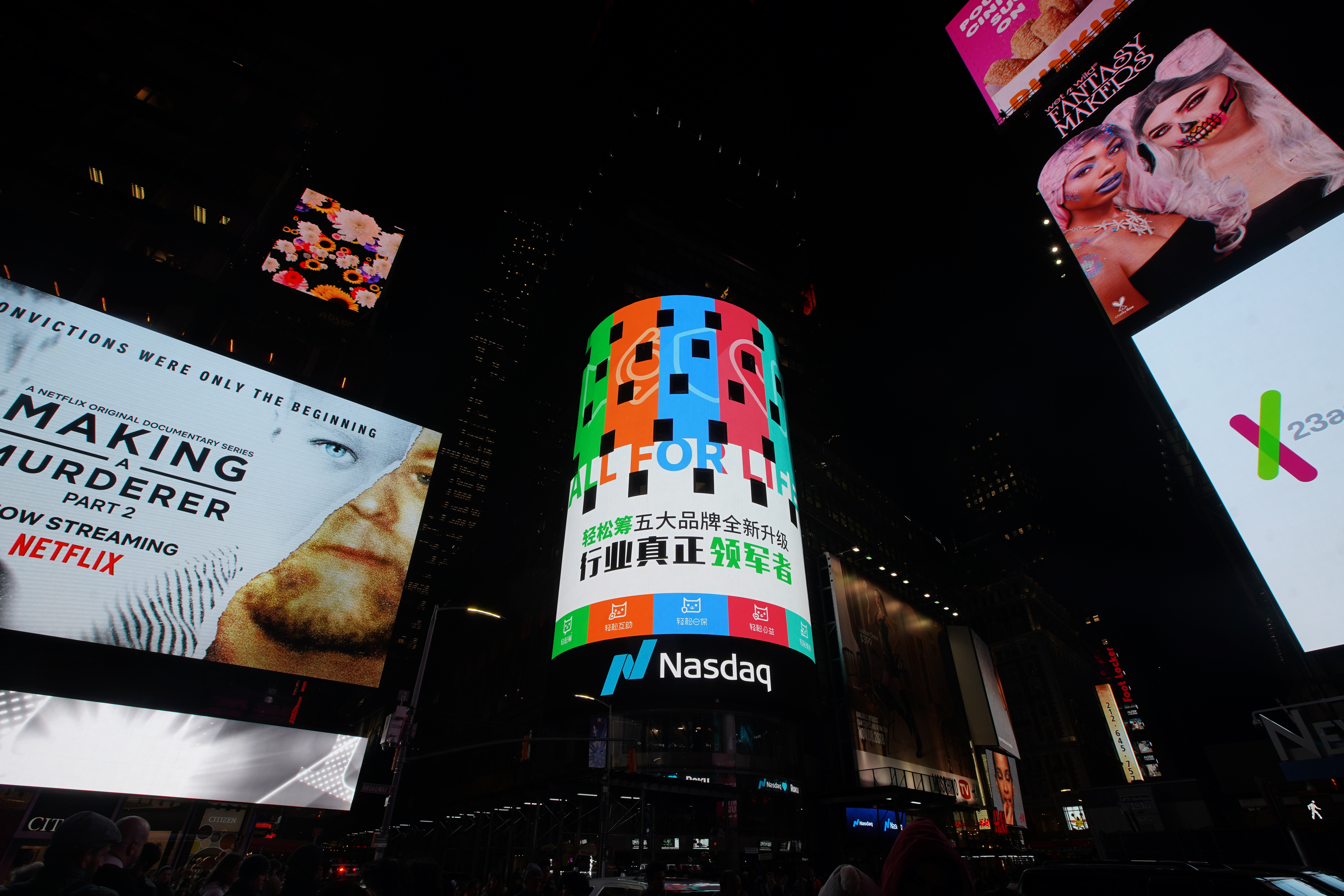
轻松筹2018年于纽约时代广场的广告，包括轻松公益、轻松互助、轻松e保等业务。

轻松筹基于区块链技术，于2017年7月推出阳光链，并在其众筹平台中上线应用。阳光链是中国首次在公益中应用区块链技术
，通过阳关链，捐款者的数据存储于区块中，可通过交易ID追溯交易且不可篡改，从而实现公益及捐款的透明化、公开化。2018年7月完成从私有链向高性能公有基础链的转变，正式推出了“阳光链2.0”。
目前，加入阳光链-轻松公益平台的公募基金会有：中国红十字基金会、中国妇女发展基金会、中国医药卫生事业发展基金会、中国华侨公益基金会、中华少年慈善救助基金会、北京微爱公益基金会等。

## 海外版本
轻松筹亦开办了针对国际用户的网站，与之对应的英文名为QFund。和中国大陆地区所使用的微信支付方式不同，其海外版本使用的是Stripe来接收付款。

## 业务板块
目前轻松筹旗下有大病救助、轻松互助、轻松健康、轻松e保、轻松公益等多个板块的业务。

## 问题
一家名为“中国棍网球协会”的组织于2017年2月4日在轻松筹平台上线筹款。但中华人民共和国民政部社会组织管理局认为该组织未在中华人民共和国民政部和国家体育总局备案，不能进行公开筹款，并认为轻松筹还存在对个人求助信息审核把关不严、对信息真实客观和完整性甄别不够等其他问题，因此中华人民共和国民政部社会组织管理局约谈轻松筹相关人员，并要求轻松筹立即整改。轻松筹表示，会采取有效措施自查整改。

## 另请参见
- 众筹
- 水滴筹